# Szilvás
Szilvás è un comune dell'Ungheria di 169 abitanti (dati 2008) situato nella contea di Baranya, regione Transdanubio Meridionale